# Aznar I Sánchez
Aznar Sánchez (spagnolo Aznar Sánchez, basco Aznar Antso, francese Aznard Sanche, e guascone Aznar Sans; ... – 836) fu conte della Guascogna Citeriore dall'819 all'836.

## Origine
Figlio primogenito del duca di Guascogna Sancho I e della moglie di cui non si conoscono né il nome né gli ascendenti.
Sancho I di Guascogna, molto probabilmente figlio di Lupo II (718-775) e della moglie di cui non si conosce né il nome né gli ascendenti.

## Biografia
Nell'819 il duca di Guascogna, Lupo III Centulo si ribellò all'autorita dei Carolingi ed il re d'Aquitania Pipino I inviò il conte di Tolosa, Berengario il Saggio ed il conte d'Alvernia, Guerino che sconfissero Lupo III.
Aznar I Sánchez, per l'aiuto dato a combattere i Baschi, ricevette la sovranità della Guascogna con il titolo di conte della Guascogna Citeriore.
Nell'824, secondo lo storico del IX secolo, Eginardo, ricevette l'ordine di marciare insieme al conte Eblus contro Pamplona, che si era ribellata, portando con sé molti Vasconi. Ma quando rientravano da tale incarico, a Roncisvalle, Tra le gole dei Pirenei, però, in quella che fu chiamata "la seconda battaglia di Roncisvalle", furono circondati e Aznar fu fatto prigioniero assieme a Eblus (Eblus atque Asenarius comites), mentre il loro esercito fu quasi sterminato. Mentre Aznar ottenne la libertà e fu libero di rientrare in Guascogna, perché ritenuto dai Baschi un loro consanguineo, il franco Eblus fu inviato prigioniero a Cordoba, dove rimase per circa un anno
Secondo un documento delle Chroniques ecclésiastiques du diocèse d´Auch, Preuves de la IIe partie, nell'835, Aznar donò le terre intorno a Cazaux ad Aldario e Dolgrino, due preti dell'abbazia di Pessan, affinché le risanassero (ripristinassero le coltivazioni).
Non ebbe buoni rapporti con il successore di Berengario il Saggio sul trono della contea di Tolosa, Bernardo di Settimania.
La Guascogna si ribellò almeno tre volte (nell'824, nell'828 ed infine nell'836), come ci viene confermato dagli Annales Bertiniani, (Azenarius quoque citerioris Wasconiæ comes, qui ante aliquot annos a Pipino desciverat).
Morì nell'836, secondo gli Annales Bertiniani, in modo orribile (orribili mortem interiit), mentre cercava di sedare una sommossa, scoppiata in Guascogna. Fu sepolto nel monastero Alsonense, che aveva contribuito ad erigere, l'anno prima. Gli subentrò il fratello Sancho II, contro il parere del re d'Aquitania, Pipino I.

## Discendenza
Aznar Sánchez dalla moglie di cui non si conosce né il nome né la discendenza, ebbe due figli:
- Garcia (?-890), da cui discesero i conti di Comminges[1].
- Maria, che andò in sposa a Wandregiselo, un conte della marca di Spagna, che discendeva dal duca d'Aquitania e duca di Guascogna, Oddone il Grande[9].

### Fonti primarie
- (LA) Monumenta Germanica Historica, tomus primus (archiviato dall'url originale il 25 settembre 2014).
- (LA) Monumenta Germaniae Historica, tomus II.
- (LA) Chroniques ecclésiastiques du diocèse d´Auch.
- (LA) Rerum Gallicarum et Francicarum Scriptires, tomus VI.

### Letteratura storiografica
- René Poupardin, "Ludovico il Pio", cap. XVIII, vol. II (L'espansione islamica e la nascita dell'Europa feudale) della Storia del Mondo Medievale, pp. 558–582.